# And the Winner Is...
And the Winner Is... es el tercer álbum de estudio de Selena y los Dinos. Fue lanzado el 1 de noviembre de 1987 y precedido del sencillo líder «Tú no sabes», el cual también da nombre al LP. Además, es el último álbum publicado bajo la discográfica GP Records.
El nombre del LP se debe a que Selena llevaba dos años consecutivos ganando en la categoría "Female Vocalist of The Year" en los Tejano Music Awards.
Este LP fue posteriormente reeditado dentro de una serie bajo el título Classic Series, Vol.3 en 2007, bajo la compañía discográfica Q Productions. El sencillo promocional fue «Te amo solo a ti»

## Antecedentes
Con el lanzamiento del álbum Alpha, y el anterior LP Muñequito de trapo, ambos de 1986, Selena ganó los dos años consecutivos en la categoría "Vocalista Femenina del Año" en los Tejano Music Awards. Es por esto, que la banda, orgullosos de los grandes logros, deciden hacer homenaje a estos grandes éxitos en su tercer LP, bautizándolo bajo el nombre "And The Winner Is...", frase que dicen antes de otorgar el premio al ganador en dicha categoría.

## Composición
Para el contenido del LP, la banda seleccionó algunos grandes éxitos grabados en años anteriores por artistas muy significativos como Ritchie Valens y Pedro Infante. A pesar de eso, la banda no se puso ningún obstáculo en componer material original, tal como lo fuera el sencillo líder del álbum titulado "Tú No Sabes", escrito por el tecladista Ricky Vela. Otro tema aportado por Vela fue la canción de cierre, "Ven a Verme", junto a Roger García. El hermano de Selena, A.B., incluyó dos temas de su autoría, "Acuérdate de Mí" y "Yo Te Daré". "Tres Días", un cover de Pedro Infante y de la autoría de Tomás Méndez Sosa fue grabado para hacer presencia en el LP. La famosa canción "Cuando Nadie Te Quiera", que fuese escrita e interpretada por el autor mexicano, José Alfredo Jiménez, fue incluida. E.J. Ledesma y Víctor H. Garza escribieron las canciones "Te Amo Solo a Ti" y "Salta La Ranita" respectivamente. Además, se incluyó la canción éxito "La Bamba", escrita por Ritchie Valens.

## Promoción

### Sencillos
- «Tú no sabes»

"Tú no sabes" fue el primer sencillo del LP y fue lanzado el 18 de octubre de 1987 en estaciones de radio de música tejana. Según Ricky Vela, "fue la primera canción grabada a mariachi por Selena". En 1990 se dio a conocer la versión original tejana. El video oficial fue grabado en julio de 1987 en la ciudad de Corpus Christi y dirigido por la compañía Tiempo Video Productions. En este, se le ve a Selena caminar por distintas partes de una plaza local interpretando el tema y mostrando tristeza.
- «Acuérdate de mí»

"Acuérdate de mí" se liberó como el segundo sencillo el 22 de noviembre de 1987 en estaciones de radio locales. Para promoción, Selena interpretó el tema en distintas premiaciones y en programas de televisión locales, como en "The Johnny Canales Show". Al igual que el primero, en 1990 se dio a conocer la primera versión de la canción en la que se escucha a Selena una artista más joven.
- «La Bamba»

Lanzado el 15 de marzo de 1988, "La Bamba" se convirtió en el tercer sencillo oficial del LP. Se dio promoción en estaciones de radio locales y en variados vinilos promocionales. Selena interpretó por primera vez en el show de Johnny Canales cuando este se presentó por primera vez al aire libre en Matamoros, Tamaulipas.
- «Yo te daré»

"Yo te daré" se lanzó como cuarto y último sencillo del LP. Fue puesto en libertad el 3 de julio de 1988 y se promocionó en diversas estaciones de radio locales y vinilos promocionales.

## Listado de canciones
| N.º | Título                   | Escritor(es)              | Duración |  |
| 1.  | «Acuérdate De Mí»        | A.B. Quintanilla          | 3:33     |  |
| 2.  | «Tú No Sabes»            | Ricky Vela                | 3:20     |  |
| 3.  | «La Bamba»               | Ritchie Valens            | 3:01     |  |
| 4.  | «Tres Días»              | Tomás Méndez Sosa         | 3:13     |  |
| 5.  | «Yo Te Daré»             | Quintanilla III           | 3:13     |  |
| 6.  | «Te Amo Solo a Ti»       | E. J. Ledesma             | 3:18     |  |
| 7.  | «Cuando Nadie te Quiera» | José Alfredo Jiménez      | 3:20     |  |
| 8.  | «Corazón Abandonado»     |                           | 2:39     |  |
| 9.  | «Salta La Ranita»        | Víctor H. Garza           | 3:13     |  |
| 10. | «Ven A Verme»            | Ricky Vela • Roger García | 2:53     |  |

## Uso en otros álbumes
- Los temas "Acuérdate de Mí" y "Tú No Sabes" se recopilaron en el álbum 16 súper éxitos originales, lanzado el 1 de enero de 1990.
- "La Bamba", "Yo Te Daré", "Te Amo Solo a Ti" y "Salta La Ranita", fueron remezclados y compilados en el álbum "Anthology", lanzado el 7 de abril de 1998. Así mismo, las versiones cumbia de "Yo Te Daré" y "Te Amo Solo a Ti" formaron parte de la compilación exclusiva para Chile titulada "Cumbias" en 1999.
- El 4 de noviembre de 2003, Q Productions publica la compilación "Selena y sus Inicios, Vol. 1". En ésta, se tomaron las canciones "Te Amo Solo a Ti", "Salta La Ranita" y "Yo Te Daré". El 9 de marzo de 2004, "Tú No Sabes" y "Acuérdate De Mí" forman parte de "Selena y sus Inicios, Vol. 2". "Ven A Verme", "La Bamba", "Cuando Nadie Te Quiera" y "Tú No Sabes" se compilan en "Selena y sus Inicios, Vol. 3" el 24 de agosto de 2004. "Cuando Nadie Te Quiera" y "Acuérdate De Mí" vuelven a aparecer en la serie de colección por segunda vez el 2 de noviembre de 2004 en "Selena y sus Inicios, Vol. 4".

## Premios y nominaciones

### Tejano Music Awards (1988)
El LP "And The Winner Is..." le otorgó a Selena y Los Dinos una nominación en los Tejano Music Awards de 1988 en la categoría "Album of The Year". En dichas premiaciones, gracias a su siguiente álbum "Preciosa", Selena y el grupo obtuvieron otras nominaciones en distintas categorías, incluyendo "Female Vocalist of The Year".
| Año  | Nominado             | Categoría                         | Resultado |
| ---- | -------------------- | --------------------------------- | --------- |
| 1988 | And The Winner Is... | Album of The Year (Álbum del año) | Nominado  |

## Créditos
| - Primera voz - Selena Quintanilla - Batería - Suzette Quintanilla - Bajo y segunda voz - A.B. Quintanilla III - Teclados - Ricky Vela - Guitarra - Roger García | - Productor - Manny R. Guerra - Grabación y mezcla - Amen Studios (San Antonio, Tx.) - Arreglos musicales - Selena y Los Dinos - Composición - Quintanilla • Tomás Méndez Sosa • E.J. Ledesma • José Alfredo Jiménez • Vela • Víctor H. Garza • García - Fotografía y diseño - Ramón Hernández |